# محوطه باستانی ارجان

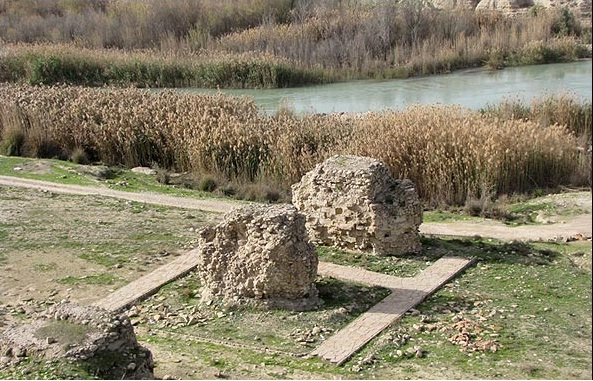
پل [https://web.archive.org/web/20190104060400/http://arjandesign.ir/ ارجان

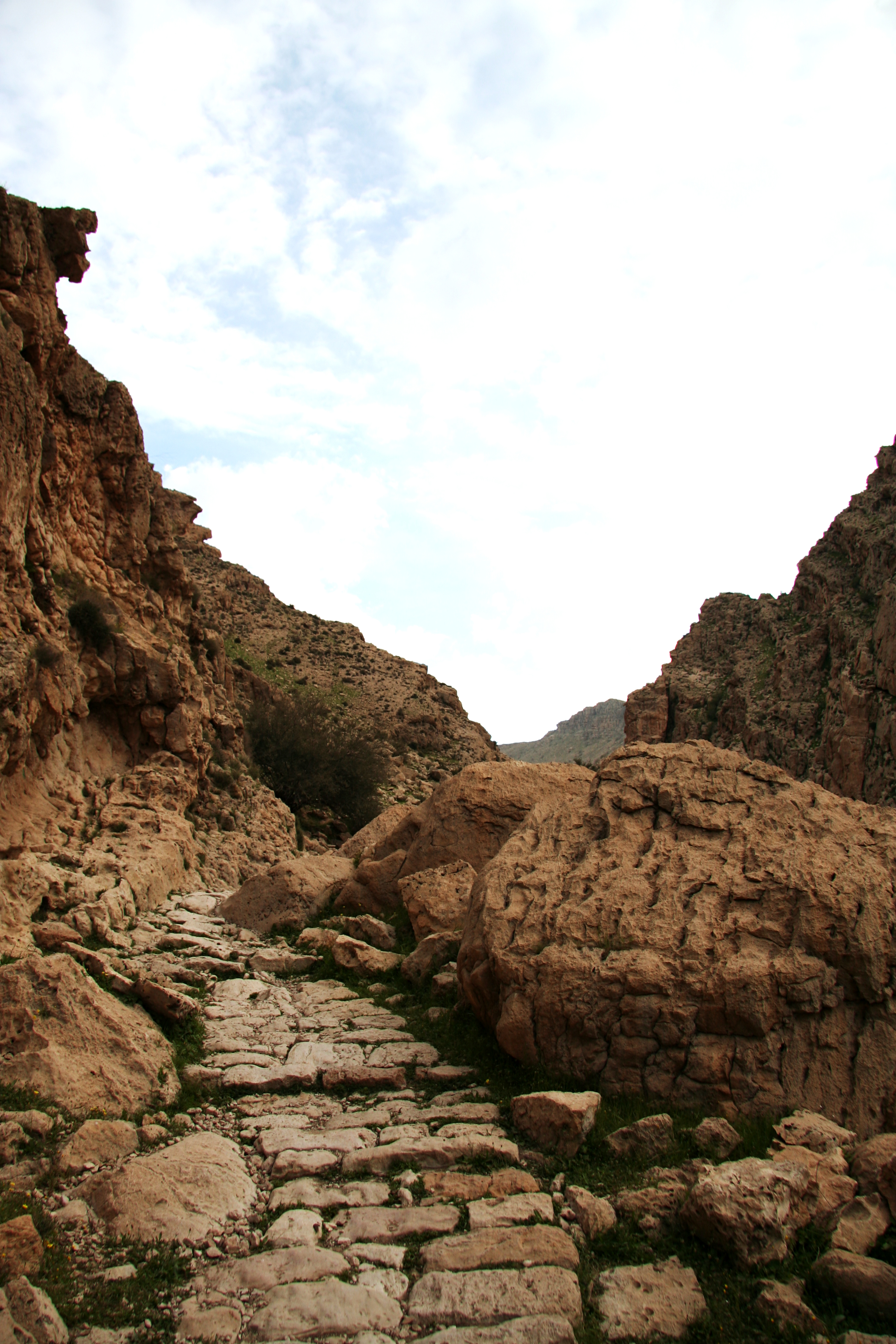
راه باستانی سنگفرش شده، ارجان بهبهان

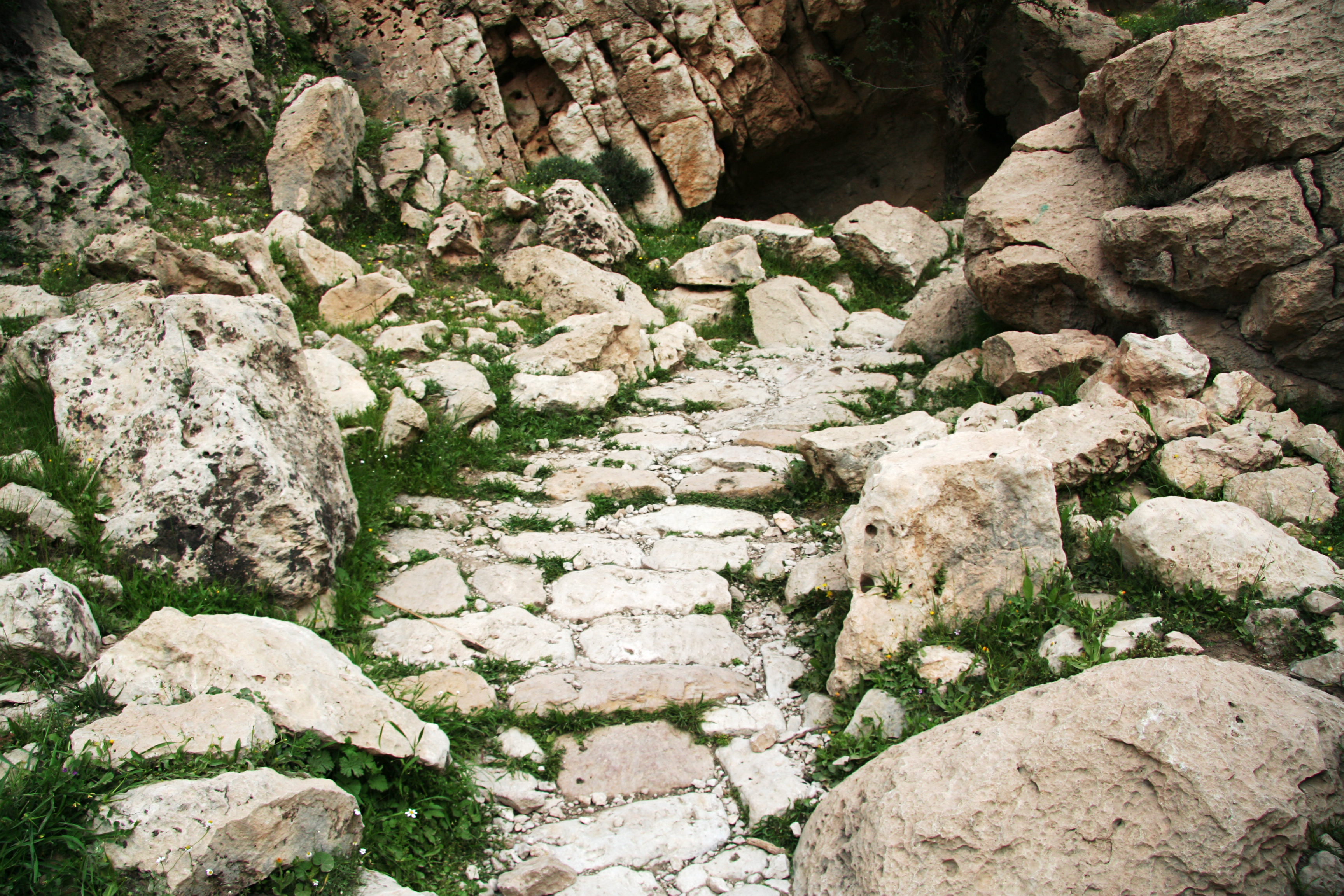
راه کوهستانی سنگفرش شده، ارجان بهبهان

محوطه باستان شناسی اَرَّجان (ارگان، آریاگان، ارجن، ارکران)، منطقه‌ای متناظر با شهر باستانی است، که امروزه متروکه شده، و همنام با استانی تاریخی به همین نام است.
در دوران معاصر، آنچه بر جای مانده، یک محوطه‌ باستان شناسی وسیع و پر اهمیت مربوط به دوره‌های تاریخی مختلف است که شامل از تمدن ایلامی (پیش از هخامنشیان)، تا حدود سده هفت هجری است.
برخی، نام باستانی شهرستان بهبهان در استان خوزستان را اَرَّجان (معرب ارگان/آریاگان) می‌دانند.
خرابه‌های شهر باستانی ارگان با فاصله ۱۲ کیلومتری از بهبهان کنونی قرار دارد، اما ممکن است دارای پیوستگی تاریخی با بهبهان باشد،
چرا که در نقشه‌های قدیمی، کلمه‌ی ارجان برای منطقه بهبهان بکار رفته.
این شهر باستانی متعلق به دوره ایلامی، دوران میانی در ایران بود که در مرز خوزستان و فارس واقع شده‌بود. خرابه‌های شهر در ۱۲ کیلومتری شمال شرقی بهبهان در دو طرف حاشیه رود مارون اطراف قدمگاه امام رضا بهبهان واقع شده‌است. وسعت این محوطه باستانی حدود ۵۰۰ هکتار است. در اولین مطالعات پیرامون شهر قدیم ارجان، قدمت این شهر به دوره ساسانیان (۲۲۴–۶۵۲ میلادی) نسبت داده شده ولی در سال ۱۳۶۱خورشیدی در نزدیکی این محوطه باستانی، آثار یک آرامگاه متعلق به حدود هزاره دوم قبل از میلاد و به دوره ایلامی کشف شد که باب جدیدی در باستانشناسی این محوطه تاریخی گشود. این آرامگاه حاوی تابوتی بزرگ از جنس برنز بود. به همراه این تابوت یک حلقه طلایی، نود و هشت دکمه زرین، ده ظرف استوانه‌ای، یک خنجر، یک میله نقره‌ای، تنگ و ساغر و سینی برنزی با تصاویر تاریخی پیدا شدند که به ۸۰۰ سال پیش از میلاد برمی‌گردند.
نقش‌های سینی ارجان شامل یک گل رز شانزده‌پر در مرکز سینی، سپس یک ردیف شیر، و پنج ردیف نقوش متنوع مربوط به مراسم مختلف در بقیه فضا کنده شده و فاصله بین این نقوش را چند ردیف گیس بافت پر کرده‌است. بر اساس نقوش این سینی، ظاهراً یکی از فرمانروایان ایلامی برای مدتی به یکی از مناطق کوهستانی برای شکار عزیمت کرده، و در غیاب وی در محل حکومت شورش به وجود آمده‌است. شاه به محل حکومت برمیگردد و شورش را سرکوب می‌کند. سردسته شکارچیان نیز در یکی از نگاره‌ها، حیوانات شکار شده را به پیش شاه می‌برد و شاه طی مراسمی جشن می‌گیرد. همچنین، قدیمی‌ترین تصویر از یک چنگ‌نواز یا به قولی لیرنواز ایرانی در میان گروه نوازندگان در این سینی به چشم می‌خورد. در لبهٔ پشت جام نیز کتیبه‌ای میخی به خط ایلامی نقش بسته‌است.

## جام ارجان

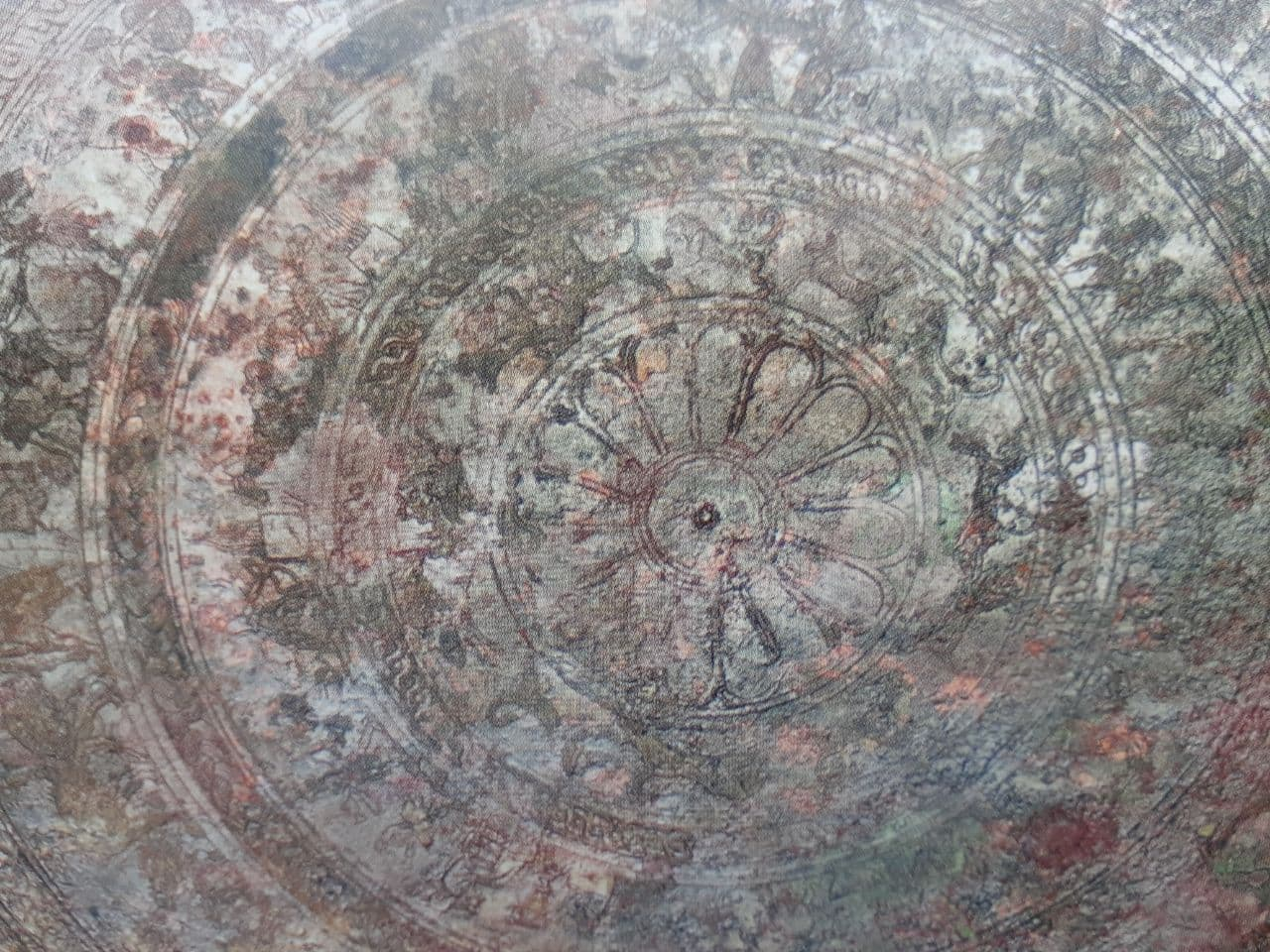
جام ارجان از دوره عیلامی

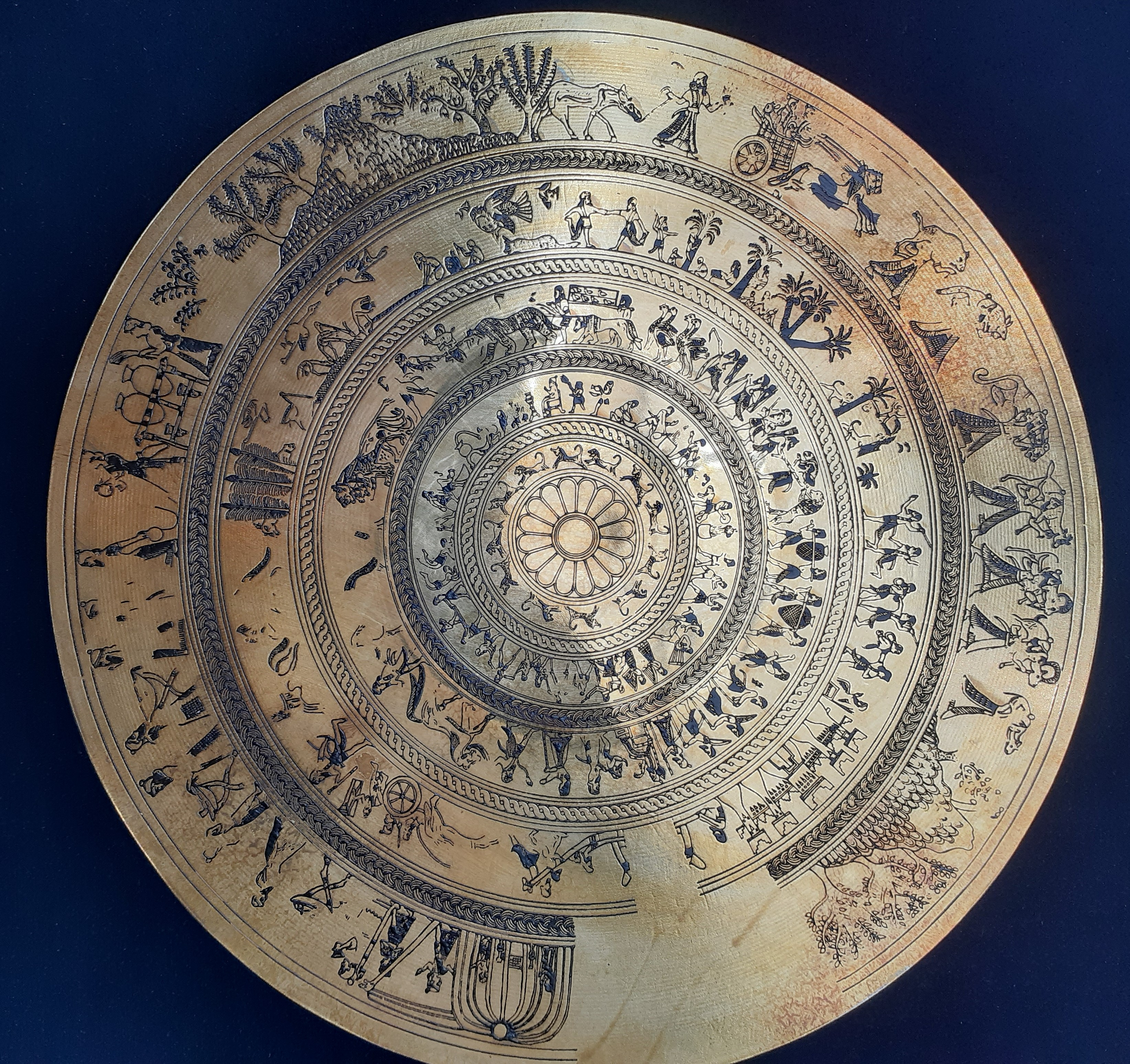
نمونه بازسازی شده از جام ارجان بهبهان

جام اَرجان یا جام ارگان یا جام کیدین هوتران، نام یک سینی است که از تابوت کیدین هوتران یکم به همراه تعدادی ار اشیا دیگر در محوطه باستانی ارجان متعلق به تمدن دوره ایلامی، دوران میانیدر سال ۱۳۶۱ کشف شده‌است. جام ارجان پس از اینکه در سال ۱۳۹۹ به عنوان نماد کاروان المپیک ایران برگزیده شد مورد توجه قرار گرفت و این جام که بخشی از اشیای داخل تابوت بود از سایر اقلام این تابوت مشهورتر گردید. وسعت این محوطه باستانی حدود ۵۰۰ هکتار است. در اولین مطالعات پیرامون شهر قدیم ارجان، قدمت این شهر به دوره ساسانیان (۲۲۴–۶۵۲ میلادی) نسبت داده شده ولی در سال ۱۳۶۱ خورشیدی در نزدیکی این محوطه باستانی، آثار یک آرامگاه متعلق به حدود هزاره دوم قبل از میلاد و به دوره ایلامی کشف شد[۶] که باب جدیدی در باستانشناسی این محوطه تاریخی گشود. این آرامگاه حاوی تابوتی بزرگ از جنس برنز بود.
یکی از کشفیات مهم این محوطه تاریخی، حلقه قدرت زرینی است که در دست چپ متوفی قرار داده شده‌است. این حلقه دارای دسته استوانه‌ای هلالی شکل تو خالی است که دو انتهای آن به دو صفحه بیضی شکل ختم می‌شود. قسمت داخلی این صفحه‌ها به‌طور قرینه با نقش دو شیر بالدار که در دو طرف درخت مقدس ایستاده‌اند تزیین شده‌است. دور تا دور نقوش نقش گیس باف دیده می‌شود. در زیر پای شیرها سه ردیف نقش به صورت طاق هلالی شکل کنده شده و بر روی دسته، شیارهایی ایجاد شده که انتهای آنها به یک گل دوازده پر در قسمت بیرونیِ دو صفحه، ختم می‌شود. این حلقه دارای کتیبه‌ای به خط میخی عیلامی در قسمت دسته است که ترجمه آن کیدین هوتران پسر کورولوش است.

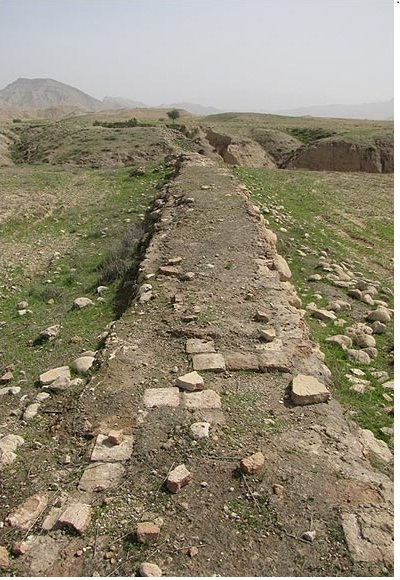
بازمانده شهر باستانی ارجان

ویژگی این آرامگاه استفاده از ملاط قیر و اندود گچ به لحاظ پیشگیری از نفوذ رطوبت همجواری با رودخانه مارون بوده‌است. یکی از کشفیات مهم این محوطه تاریخی حلقه قدرت طلایی ارجان است. شکل حلقه طلائی (قدرت) ارجان تجسمی از یک لوتوس (نیلوفر آبی) است که حامل پیامهای ذهنی و اساطیری است. این حلقه طلائی ۲۳۷ گرم وزن دارد و متصل به یک دسته مجوف است. قدمت این حلقه سده هشتم قبل از میلاد است. تاکنون نظیر این حلقه طلائی در هیچ‌یک از حفاریهای علمی بدست نیامده است.
به نظر برخی مورخان  ازجمله آرتور کریستنسن (۱۹۲۵، ص۷)، بعدها قباد یکم پادشاه ساسانی در یورش به امیدا در شمال بین‌النهرین (منطقه کُردنشین دیاربکر در کشور ترکیه کنونی)، هشتاد هزار تن از اهالی آن را به اسارت گرفته و به ارگان آورده، و این منطقه به مرکز تولید پارچه کتان که مردم امیدا در ساخت آن ماهر بودند، مبدل شده‌است. منابع تاریخی از نام‌های دیگری چون رامقباد، بِرامقباد، اَبَرقباد و به از آمِدِ کَواد برای ارجان استفاده کرده‌اند، که بخش دوم مشترک در همهٔ آن‌ها به نام پادشاه قباد یکم ساسانی اشاره دارد.
اصطخری در کتاب المسالک و الممالک دربارهٔ دژ ارجان می‌نویسد:
دژ جیس در ناحیه ارجان است. در آنجا مجوسان یادگارهای ایرانیان را نگاهداشته و در آن‌ها پژوهش می‌کنند. این دژی است بسیار استوار.
محوطه باستانی ارجان در تاریخ ۱ مرداد ۱۳۸۶ با شمارهٔ ثبت ۱۹۲۸۸ به‌عنوان یکی ازآثار ملی ایرانبه ثبت رسیده‌است.

## سیر متروک شدن ارجان

### رونق اولیه
ارجان در دوره ساسانی همچنان از ایالات مهم در منطقه جنوب غربی ایران بود.
رشد و شکوفایی این منطقه در دوران اسلامی بیشتر شد؛ و سلسله‌هایی همچون صفاریان، آل بویه، سلجوقیان و اتابکان در این ناحیه حکومت کردند. تا پیش از ورود اسلام شهروندان این منطقه پیرو آئین‌هایی همچون یهودیت، زرتشتی و صابئین بودند، پس از اسلام گروه‌های مختلف اسلامی در این ناحیه حضور داشتند که  ازجمله آنان می‌توان به اسماعیلیان، خوارج، فرقه‌های مختلف اهل سنت و شیعهٔ اثنی عشری اشاره کرد. سرانجام ارجان پس از سال‌ها رونق بین قرون، شش و هفت هجری متروک گشت.

### عوامل اصلی نابودی ارجان
در روند متروک شدن و نابودی ارجان دو عامل عمده تأثیر داشت که به دو دستهٔ طبیعی و انسانی تقسیم می‌شود.
از عوامل طبیعی می‌توان:
زلزله‌های متعدد، قحطی و بیماری را نام برد؛
و عوامل انسانی که بسیار مهم‌تر هستند عبارت اند از:
جنگ‌های متعدد بین مدعیان حکومت، وجود قلعه‌های اسماعیلی و مشکلات وابسته به آن که از جملهٔ آنان می‌توان غارت، دزدی و ناامنی را نام برد. مهاجرت‌های متعدد خارج از منطقه و تغیرات اساسی در سیستم جغرافیای سیاسی-اداری ایالت‌های فارس و خوزستان که باعث حذف نام ارجان شد اشاره کرد.

### زلزله
به گفته ابن اثیر:
به سال ۴۴۴ ق خوزستان - ارجان و ایذج (ایذه) دچار زلزله بسیار شدیدی شد. در این زلزله افراد زیادی به زیر آوار رفتند و ابنیه بسیاری تخریب و نابود شد. زلزله به قدری شدید بود که کوه شمالی ارجان به نام خائیز، ترک خورد و از آن ساخت‌هایی با پله‌هایی از جنس گچ بیرون آمد.
احتمالاً این زلزله از دلایل نابودی بسیاری از زیر ساخت‌های آبیاری و کشاورزی شهر ارجان بوده‌است؛ و پس از این زلزله زمین لرزه دیگری در سال ۴۷۸ ق مجدداً ارجان و حومه آن را تحت تأثیر خود قرار داد. ابن اثیر در این باره گفته‌است: «بسیاری از دام‌ها و انسان‌ها به زیر آوار رفتند» و گمان می‌برند که اولین صدمات جدی به پل‌های دوگانه ارجان متعلق به همین دوره است؛ و سالها بعد این دو پل کامل ویران شده‌است. در منابع نوینی که به بررسی زلزله‌های تاریخی پرداخته این زلزله تأیید شده. بدین ترتیب این دو زلزله افراد زیادی را به کام مرگ کشانده. شهر را ویران و ساخت‌های زیر بنایی آن را از بین برده‌است؛ و از جمعیت و اهمیت تجاری ارجان تا حدی کاسته‌است.

## شهر ارجان در قرون میانی

### جمعیت
ناصرخسرو قبادیانی که در سال ۴۴۳ از شهر ارجان دیدن نموده می نویسد: ارجان شهری بزرگ است و در او بیست هزار مرد بود.اگر هر مرد را نماینده یک خانواده پنج نفری بدانیم و یا اگر سرشماری جمعیت شهرها را در زمان قدیم برحسب داشتن مردان جنگی و استعداد رزمی و نظامی هر شهر تصور کنیم،با این حساب و طبق نوشته ناصرخسرو جمعیت ارجان در حدود یکصدهزار نفر بوده است. جمعیتی که همین الان هم خیلی از شهرهای ایران ندارند. جمعیت کنونی بهبهان چیزی بالغ بر ۳۲۰,۰۰۰ نفر می‌باشد.

### تجارت در ارجان
ارجان یکی از مراکز مهم تجارت فارس بوده،محصولات جنگلی و کشاورزی از قبیل بادام کوهی،مهلب،زدو،کتیرا،انچوچک،بزرک،خرما،دوشاب و زیتون،که در کوهها و دستهای این شهرستان بطور فراوان بعمل می آمد از طریق بنادر مهرویان و سینیز به هندوستان حمل و در عوض عود و عنبر و کافور و جواهر و خیزران و عاج و آبنوس و فلفل و صندل و انواع عطر ها و داروها و ادویه ها و کالا‌های نفیس و کمیاب هندی که در زبان عربی به مجموع آنها(بربهار) می گفتند،به آنجا وارد می شد. 
ارجان یکی از مهمترین بلاد فارس بود لیک از قرار معلوم اهمیت تجارتی آن بیشتر از اهمیت صنعتی بود،سبب اهمیت تجارتی شهر، حاصلخیزی اطراف و نزدیکی به دریا و موقعیت شهر بود که در سر شاهراه شیراز به خوزستان و از آنجا به میان‌رودان واقع شده بود. مردم ارجان در دادوستد فعال و از لحاظ مالی،مردمی بی نیاز و ثروتمند بودند.

### مفاخر
از مفاخر و دانشمندان شهر ارجان در قرون میانی،
می‌توان به:حسن ارجانی (حسن بن محمد بن الحسن بن یزداد بن مهران ارجانی)،ابوبکر ارجانی(ابوبکر محمد بن القاسم بن زهیر ارجانی)،ابو عبدالله ارجانی(ابوعبداله محمد بن احمد بن ابراهیم بن ماسک الارجانی)،ابوبکر ارجانی(قاضی القضات ابوبکر احمد ناصح الدینی ارجانی)،ابواسحق ارجانی(ابواسحاق ابراهیم بن احمد بن زید الارجانی)،ابوبکر بن شاهوییه،بندار ارجانی(ابولحسن بندار بن حسین بن محمد بن مهلب شیرازی مشهور به پرسه دار)

## کاوش‌ها و نگهداری و همایش محوطه باستانی ارجان

### تاریخچه کشف

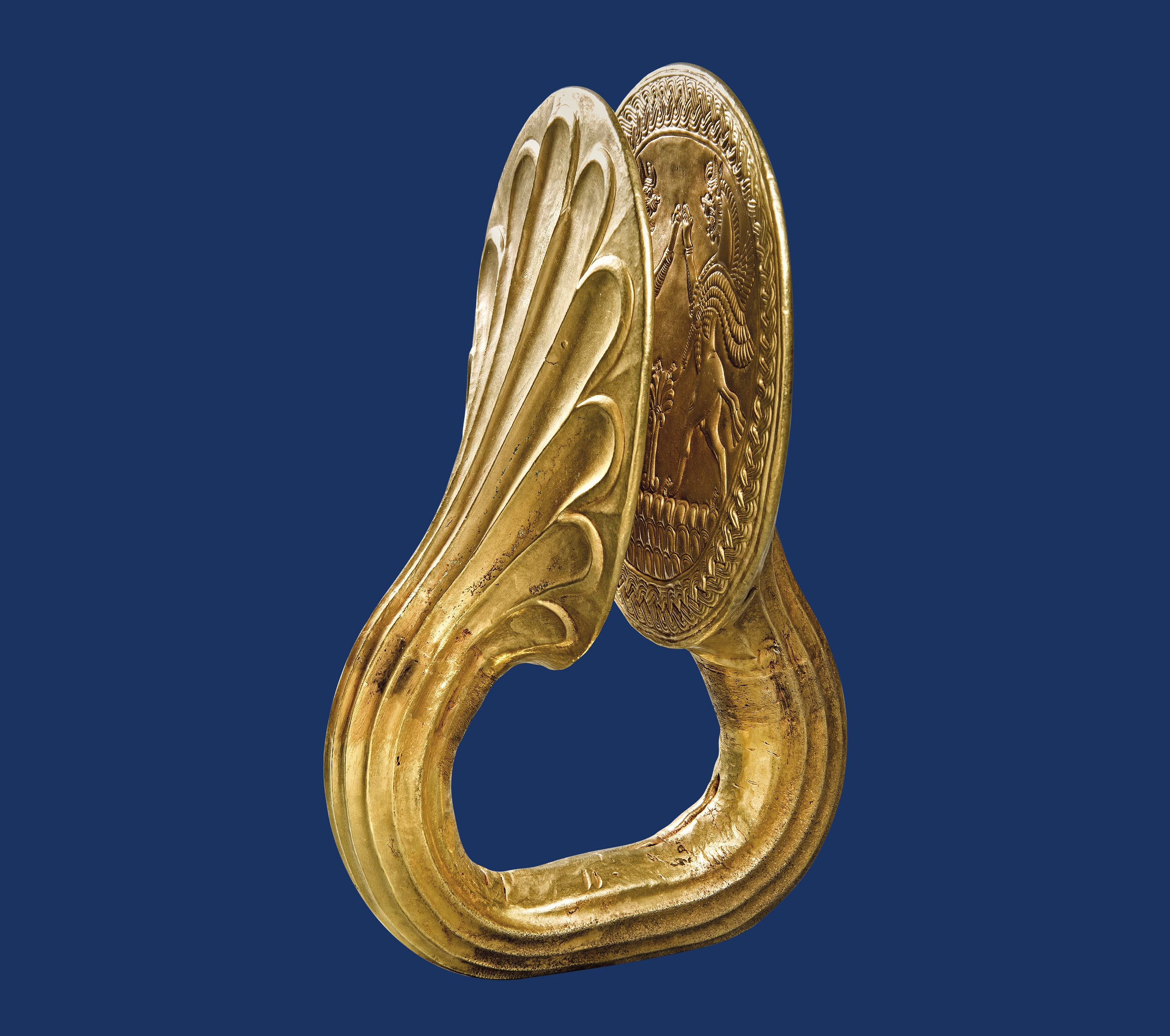
حلقه قدرت ارجان، در سینه جسد شاه ایلامی قرار گرفته بود و به خط عیلامی بر روی آن نوشته‌شده: «کیدین هوتران پسر کورولوش»

محوطه باستانی ارجان در سال ۱۳۶۲خورشیدی، در جریان 

در تاریخ ۱۸ مهرماه ۱۳۶۲، در جریان عملیات خاک‌برداری برای احداث برنامه سد انحرافی بهبهان (سد شهدا)، احمد دهدشتیان، یکی از کارکنان برنامه، به خاکی تیره و غیرمعمول در محل برخورد کرد. پس از بررسی‌های اولیه، با کنار زدن بخشی از خاک، حفره‌ای کشف شد که ورودی یک قبر باستانی بود.

با حضور در محل و بررسی اولیه، مشخص شد که درون حفره اتاقکی سالم و تمیز وجود دارد که در آن کوزه‌های سفالی، یک وان سبزرنگ (که بعداً مشخص شد تابوت است)، و یک گلدسته‌ فلزی دیده می‌شد. این کشف سریعاً به مرکز برنامه اطلاع داده شد و روز بعد، با هماهنگی نیروهای انتظامی و میراث فرهنگی، عملیات کاوش رسمی آغاز شد.

باستان‌شناسان پس از بررسی کامل، تأیید کردند که این آرامگاه متعلق به کیدین هوتران (یا کیتین هوتران)، یکی از پادشاهان ایلامی و حاکم ارجان بوده است. از درون تابوت بیش از صد دکمه طلا، حلقه‌ای با نوشته‌های ایلامی و سایر اشیای ارزشمند تاریخی استخراج شد. گلدسته کشف‌شده نیز، پس از تمیزکاری، دارای نقوش برجسته از شیرها و طرح‌های ظریف بود.

در پی این کشف، بخش‌هایی از شهر باستانی ارجان نیز در اطراف محل قبر شناسایی شد، شامل کوچه‌ها، دیواره‌های منازل و کانال‌های آب‌رسانی. اما به‌دلیل لزوم ادامه برنامه سد و نبود امکانات کافی برای کاوش‌های گسترده، محل دوباره پوشانده شد و کاوش‌ها متوقف گردید.

این واقعه یکی از مهم‌ترین کشفیات باستان‌شناسی ایران در دهه ۱۳۶۰ بود که اهمیت منطقه ارجان به‌عنوان یک مرکز مهم تاریخی و فرهنگی در تمدن ایلام را بار دیگر اثبات کرد.
سد مارون، به‌طور تصادفی کشف شد.
در کاوش‌های اولیه، ابتدا آرامگاهی سنگچین متعلق به دوره ایلامی کشف شد، که در درون آرامگاه تابوتی بزرگ از جنس مفرغ بود و داخل آن اسکلتی به همراه خنجر، پایه آتشدان، تُنگ و ساغر و سینی، ظروف برنزی، دکمه‌های زرین و یک حلقه طلایی موسوم به حلقه قدرت ارجان،
که از مهم‌ترین کشفیات باستان‌شناسی در ایران است.

### وضعیت نگهداری محوطه باستانی ارجان
به‌رغم اهمیت تاریخی و فرهنگی محوطه باستانی ارجان، در حفاظت و نگهداری آن کوتاهی‌هایی صورت گرفته است.
در سال‌های اخیر، تخریب‌های قابل توجهی شامل نابودی بخش‌های زیادی از لایه‌های تاریخی این منطقه گزارش شده است. برخی منابع، آن را به فعایت‌های  قاچاقچیان آثار باستانی و کشاورزان نسبت می‌دهند.
طبق گزارش ایسنا
«اكنون حتا پس از كشف اين اثر نيز منطقه چنان دست‌خوش تغيير و تخريب شده است كه باستان‌شناسان از كشف همان آرامگاه نيز تا حدودي نااميد شده‌اند».
به گفته اسماعیل یغمایی، باستان‌شناس ایرانی، تمامی لایه‌های باستانی ارجان به‌شدت آسیب دیده و در اثر فعالیت لودرها ویران و زیرورو شده‌اند. به‌طوری که به گفته ایشان،
«اکنون اگر یک باستان‌شناس در این محوطه کلنگ بزند، با لایه‌هایی از سیمان، خرده‌آهن و قوطی کنسرو ماهی مواجه می‌شود، نه آثار و نهشته‌های فرهنگی».

### همایش شهر تاریخی ـ اسلامی ارجان (بهبهان)
«دیده‌بان یادگارهای فرهنگی و طبیعی ایران» در بیستم امرداد ۱۳۸۷، با مشارکت «مؤسسه‌ی فرهنگی ـ پژوهشی خجند» و «انجمن ایلام‌شناسی ایران»، همایش «شهر تاریخی ـ اسلامی ارجان (بهبهان)» را در مرکز مشارکت‌های مردمی ورشو برگزار کرد. سخنرانان این همایش و عنوان‌های سخنرانی‌شان عبارت بودند از: استاد احسان یغمایی (کاوش در آرامگاه کیدین هوتران: ۱۳۶۱)، استاد میرعابدین کابلی (تکمله‌ای بر کاوش‌های مقبرهٔ ایلامی کیدین هوتران)، دکتر کامیار عبدی (برنامهٔ باستان‌شناسی دشت بهبهان؛ پیشینه، پرسش‌ها و اهداف)، محمدتقی عطایی (تعیین حریم شهر تاریخی ـ اسلامی ارجان)، شهرام زارع (بررسی‌های باستان‌شناسی در دشت بهبهان: فصل یکم) و دولتی مختاران (گزارشی از آسیب‌ها و تخریب‌های میراث فرهنگی و طبیعی در دشت بهبهان). این همایش بیانیه‌ای هم در سه بند منتشر کرد که چنین بود: ۱. همایش، خواستار توجه و پی‌گیریِ سریع سازمان میراث فرهنگی و گردشگری استان خوزستان برای تصویب «عرصه و حریم مجموعه تاریخی ـ اسلامی ارجان» است تا از تخریب‌ها و آسیب‌های ناشی از فعالیت‌های «کارخانهٔ سیمان بهبهان» و «شرکت مناطق نفت‌خیز جنوب» پیشگیری به عمل آید؛ ۲. همایش، خواستار توجه جدّی سازمان میراث فرهنگی، صنایع دستی و گردشگری کشور و همهٔ مراکز و نهادهای دولتی به مقوله‌ی میراث فرهنگی و طبیعی دشت بهبهان است؛ ۳. همایش خواهان توجه جدّی سازمان میراث فرهنگی، صنایع دستی و گردشگری به باستان‌شناسی دوره‌ی ایلام است و قویاً تاکید‌ می‌کند برنامه‌های نظام‌مند، منسجم و بلندمدت برای این منظور تعریف و اجرا شود. 